# Kaibing
Kaibing is een plaats en voormalige gemeente in de Oostenrijkse deelstaat Stiermarken. Het is sinds 2015 een ortschaft van de gemeente Feistritztal, die deel uitmaakt van het district Hartberg-Fürstenfeld.
De gemeente Kaibing telde in 2013 392 inwoners. In 2015 fuseerde ze bij een herindeling met Hirnsdorf, Sankt Johann bei Herberstein, Siegersdorf bei Herberstein en Blaindorf, waarbij de nieuwe gemeente Feistritztal werd gevormd.
Bad Blumau · Bad Loipersdorf ·Bad Waltersdorf · Buch-St. Magdalena · Burgau · Dechantskirchen · Ebersdorf · Feistritztal · Friedberg · Fürstenfeld · Grafendorf bei Hartberg · Greinbach · Großsteinbach · Großwilfersdorf · Hartberg · Hartberg Umgebung · Hartl · Ilz · Kaindorf · Lafnitz ·  Neudau · Ottendorf an der Rittschein · Pinggau · Pöllau · Pöllauberg · Rohr bei Hartberg · Rohrbach an der Lafnitz · Sankt Jakob im Walde · Sankt Johann in der Haide · Sankt Lorenzen am Wechsel · Schäffern · Söchau · Stubenberg · Vorau · Waldbach · Wenigzell-Mönichwald
- Gemeinsame Normdatei: 1122355904
- Virtual International Authority File: 235652977